# Morten Thorhauge
Morten Thorhauge (født 1. februar 1982 i Søften ved Århus) er trommeslager i bandet Carpark North. Han var med til i 1999 at etablere Carpark North sammen med Lau Højen og Søren Balsner.

## Filmografi
- 2008, Mellem træerne, komponist
- 2010, TeddyBoy, musik
- 2011, Dreng, komponist